# Polcynichthys lloydhilli
Polcynichthys lloydhilli è un pesce osseo estinto, appartenente ai crossognatiformi. Visse nel Cretaceo superiore (Cenomaniano, circa 95 milioni di anni fa) e i suoi resti fossili sono stati ritrovati in Nordamerica.

## Descrizione
Questo pesce di grosse dimensioni è noto per un esemplare fossile quasi completo, che in vita doveva raggiungere il metro e venti di lunghezza. Tuttavia, lo studio degli anelli di crescita delle vertebre suggerisce che questo esemplare avesse circa 14 anni; un modello di crescita teorico indica che Polcynichthys potesse vivere fino a 37 anni e potesse raggiungere il metro e ottanta di lunghezza. Polcynichthys possedeva un corpo fusiforme e allungato, simile a quello di un salmone, ed era dotato di una grande pinna caudale simmetrica. La bocca era armata di numerosi piccoli denti conici e aguzzi. 

## Classificazione
Polcynichthys era un rappresentante dei pachirizodontidi, una famiglia di pesci predatori simili a salmoni tipici del Cretaceo, appartenenti all'ordine estinto dei crossognatiformi. Polcynichthys lloydhilli venne descritto per la prima volta nel 2020, sulla base di un esemplare fossile quasi completo ritrovato nella formazione Tarrant, in terreni del Cenomaniano, nella contea di Tarrant in Texas (USA). 

## Paleoecologia
Polcynichthys doveva essere un veloce predatore marino, che viveva in acque aperte, nella zona nota come baia del Texas orientale del Mare interno occidentale americano. Probabilmente si cibava di piccoli molluschi cefalopodi, crostacei e altri pesci.